# Sywky
Sywky (ukr. Сивки) – wieś na Ukrainie, w obwodzie chmielnickim, w rejonie biłohirskim. Liczy 358 mieszkańców.